# Szvetics Emil
Nemes-ságodi Szvetics Emil, teljes nevén: Szvetics Emil József Károly (Cilli [Celje], 1863. november 4. – Budapest, Tabán, 1926. január 18.) magyar gépészmérnök, vállalkozó, a Telefonhírmondó műszaki igazgatója.

## Élete

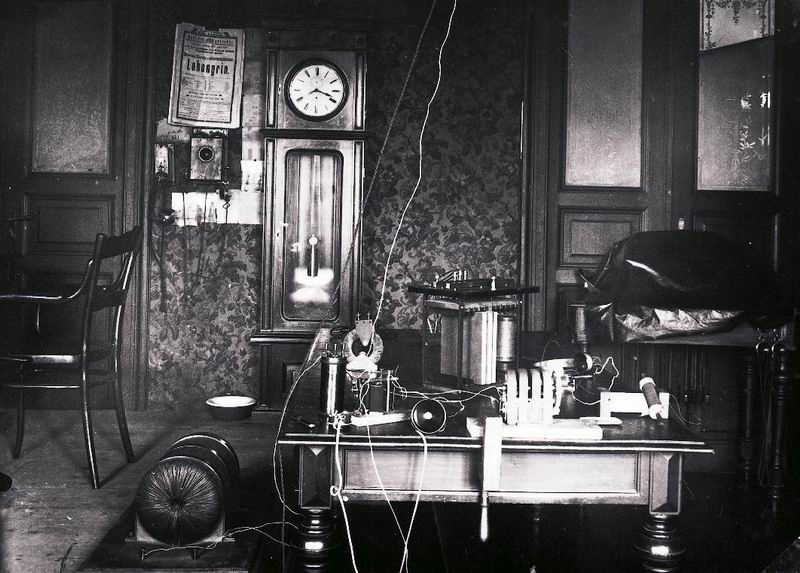
Szvetics kísérleti laboratóriuma

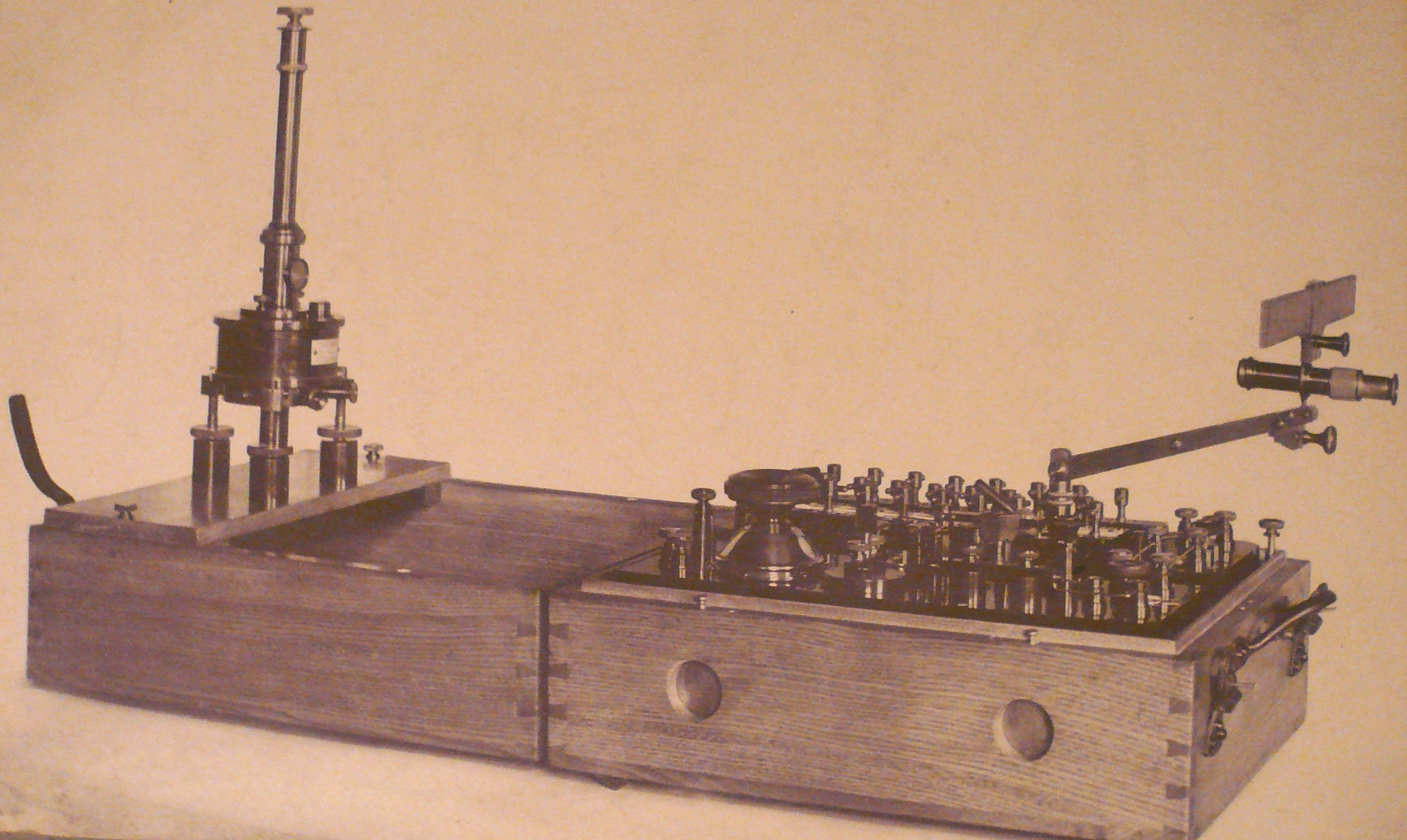
1924-1926 típusú Szvetics kábelmérő műszer

Nemes-ságodi Szvetics József császári és királyi altábornagy és Wokaun Mária Anna fiaként született. A Műegyetemen gépészmérnöki végzettséget szerzett. Szvetics 1904-ben nyitotta meg a Rákóczi út 22. szám alatti önálló, jól felszerelt műhelyét és kísérleti laboratóriumát, melyet haláláig vezetett. A műhelyben a Magyar Posta részére papír kondenzátorokat, kapacitás-dekádokat, feszültségmérőket gyártottak. Különösen lényeges volt a jó minőségű papír kondenzátorok gyártása, melyeket az addig használt leideni palackok helyett használtak.
Szvetics kapcsolatot tartott Fehér Ferenccel aki többek között a kábelmérő függesztett szálas fénymutatós galvanométerét gyártotta.
1919. január 4-én Budapesten házasságot kötött a nála 19 évvel fiatalabb Gánti Vilma Teréziával, Gánti Lajos és Kiss Etelka lányával.
Szvetics 1926-ban történt halála után, Fehér 1927-ben az özvegyétől 10 évi részletre megvette a Szvetics műhelyét és laboratóriumát.

## A telefonhírmondónál
1893. február 15-én szólalt meg először Puskás Tivadar hírközlő találmánya, a telefonhírmondó. A műsort Budapesten a Magyar utca 6. számú ház néhány szobájában állították össze. Mivel a telefonhírmondónak nem volt saját hálózata, megindult annak kiépítése. Puskás Tivadar 1893. március 16-án bekövetkezett haláláig mindössze 70 km vezeték épült ki. Mivel a hírmondót és szabadalmát öröklő Puskás Albert nem volt sikeres az engedélyeztetés, és a fejlesztés ügyeiben, ezért 1894 őszén a telefonhírmondót, a szabadalom jogával együtt eladta Popper István mérnöknek, aki Puskás Tivadar méltó utódjának bizonyult. Popper megalapította a Telefonhírmondó Részvénytársaságot. A hírmondó műszaki vezetője Szvetics Emil lett.
1925. novemberében a részvénytársaság elnyerte a műsorszolgáltatás koncesszióját. A Magyar Királyi Posta műszaki főigazgatója, Paskay Bernát és Szvetics Emil vezetésével a Telefonhírmondó helyiségében kiépült a rádióstúdió, ahonnan 1925. december 1.-jén megindult a Magyar Rádió adása.
Szvetics Emil 1926-ban hunyt el tüdőgümőkórban.